# 이슈타르의 문

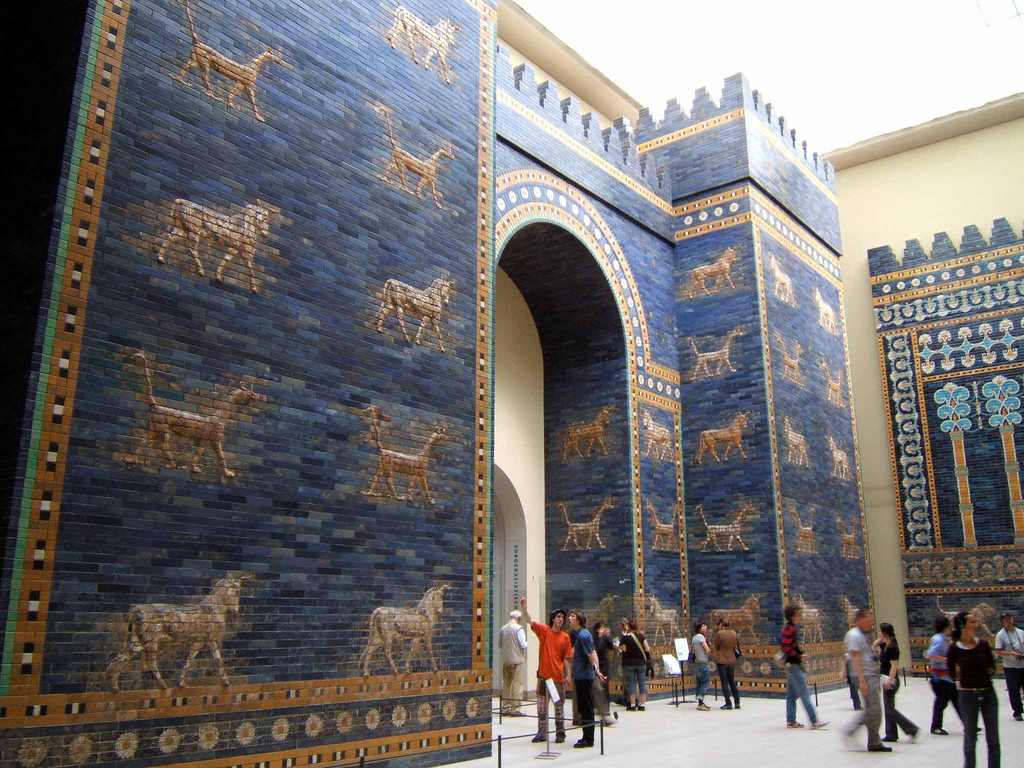
독일 베를린 페르가몬 박물관에 있는 복원한 이슈타르의 문

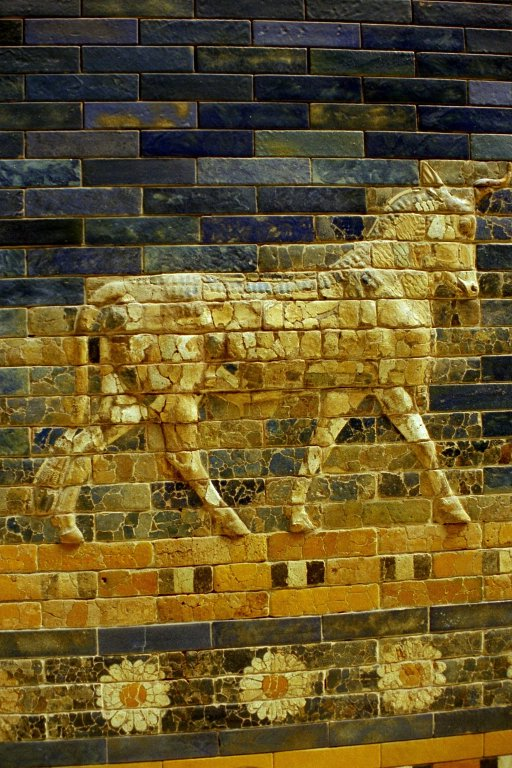
꽃무늬 위에 있는 오록스

이슈타르의 문(아랍어: بوابة عشتار) 또는 바빌론의 문은 바빌론 네성의 8번째 성문이었다. 이는 기원전 575년에 네부카드네자르 2세의 지시에 의해 도시의 정북방, 왕궁에서의 동쪽에 지어졌다. 이 문은 도시를 감싸는 성벽을 이루는 일부였고, 성문은 매끄러운 푸른색 벽돌로 이루어졌다. 동물과 신들이 성문에 조각되어있었으며, 이들은 다양한 색깔의 아름다운 벽돌들로 따로 만들어져 있었다.
20세기 초에 바빌론에서 발굴되었으며, 독일 페르가몬 박물관에서 당시 발굴된 벽돌들을 가지고 다시 복원하였다. 이슈타르 문을 이루던 벽돌들은 다른 박물관에서도 전시되고 있다.

## 역사
이슈타르의 문은 네부카드네자르 2세에 의하여 건립되었는데, 당시는 네오-바빌로니아 제국의 최전성기였기 때문에 이같은 공사가 가능했던 것으로 보여진다. 그는 성경에 나오는 예루살렘의 정복자로도 잘 알려져 있다. 네브카드네자르 2세는 성문 공사를 완료한 후, 이 성문을 이슈타르 여신에게 바쳤고, 성문에는 각각 용, 황소, 사자를 새겼는데, 이는 마르둑, 아다드, 이슈타르 신을 경배하기 위해서였다. 
기록에 의하면 성문과 지붕은 모두 최고급 백향목으로 이루어져 있었고, 성문의 벽돌들은 푸른 유약을 입혀 구웠는데, 이는 고대에 매우 희귀하고 값비쌌던 보석 '라피스 라줄리'처럼 보이기 위해서인 것으로 알려졌다. 이와 같은 설계는 햇빛에 비친 성문이 아름답게 빛나는 효과를 낳았을 것이라고 한다. 이 문을 통과하는 길은 120마리에 달하는 용, 황소, 사자가 황색과 검은색 벽돌들로 이루어진 벽으로 장식되어 있었고, 성문 그자체에는 오직 신의 모습만 그려져 있었다. 대축제 기간에는 고대의 신상들이 이 성문 아래를 통과하여 도시를 출입하였다. 

## 디자인
성문의 앞면에는 오직 두 명의 신의 상징이 연속되어 조각되어 있었는데, 바로 고대 바빌로니아의 주신 마르둑과 아다드이다. 마르둑을 상징하는 동물은 뱀의 머리와 꼬리를 가진 용이었다. 마르둑은 선과 빛의 지배자로 여겨졌으며, 많은 바빌로니아인들은 그의 가호를 기원하였다. 
두 번째 신은 아다드인데, 이 신을 상징하는 동물은 오록스였다. 그는 파괴적인 폭풍과 풍요를 내려주는 비를 주관하는 것으로 알려져 있었다. 아다드의 상징은 풍요를 상징하는 장미 덩굴과 함께 조각되어 있었다.
이슈타르 성문의 벽돌들은 모두 진흙을 나무틀에 넣어 건조시키는 형식으로 만들어졌다. 동물 모양의 벽돌들도 모두 이와 같은 방식들로 만들어졌는데, 재사용할 수 있는 틀을 사용하여 한 번에 많은 벽돌들을 만들 수 있도록 한 것으로 추정된다. 아마도 설계 당시 동물 무늬 벽돌들이 제대로 맞지 않을 경우를 방지하기 위하여 최대한의 계산과 설계를 다한 것으로 보이고, 벽돌들은 햇볕에 1차적으로 말린 후에 유약을 입혀 구워냈다. 점토 벽돌들은 이 단계에서 갈색 빛을 띠는 붉은색에서 다양한 색조로 색깔이 입혀졌다. 
이슈타르 성문을 이루는 기본적인 바탕 색깔은 푸른색인데, 이는 보석 '라피스 라줄리'의 색을 모방한 것으로 보인다. 또한 동물무늬 벽돌들은 금색과 검은색으로 이루어져 있었다. 문의 경계 부분과 장미 덩굴 모양의 장식들은 금색, 흰색, 검은색 등의 벽돌들로 이루어졌으며, 이러한 색깔을 만들어내기 위한 유약의 재료는 식물의 재, 사암, 자갈 등이었다고 한다. 재료들을 혼합하고 단계적으로 냉각, 융합, 분쇄시킨 후, 코발트와 같은 재료들을 넣어 만든 유약을, 벽돌에 칠해 이를 높은 온도에서 다시 구워내면 벽돌이 최종적으로 완성되었다.
유약을 발라 구운 후, 벽돌을 쌓아올렸는데, 이때 벽돌 사이사이에 생기는 미세한 틈들은 모두 자연에서 채취한 검은색 물질들로 굳게 메웠다. 이슈타르의 문은 궁전, 사원, 요새, 정원 등 거대한 바빌론 도시의 그저 일부였을 뿐이었는데, 바빌론의 전성기 당시 도시를 이루는 벽돌들은 1500만 개가 넘어갔다고 한다. 

## 이슈타르 문 앞의 도로
이슈타르 문과 그 앞의 거리는 1년에 한번씩 새해를 경축하기 위한 행렬로 북적였다. 이는 농경의 시작을 축하하기 위한 성대한 축제였는데, 이 축제를 기념하는 기간은 무려 12일이나 되었다. 이 축제는 보리를 수확한 직후 시작되었고, 천문학적 절기와도 관련이 깊었다. 이는 고대 바빌로니아인들의 1년의 첫 번째 날이었고, 현대의 그레고리력으로는 약 3월 20일 혹은 21일 사이에 위치한다. 
행렬용 도로는 이슈타르 문 북쪽으로 약 반 마일이나 뻗어있었는데, 전쟁의 여신 이슈타르의 상징인 사자와 마르둑의 상징 용, 아다드의 상징 황소 모양의 벽돌 장식들로 꾸며져 있었다. 이슈타르는 '천상의 여주인'으로 숭배받았고, 성적 관능을 상징하는 여신이었다. 단호하고 강한 성격을 지녔으며, 왕조와 군대의 수호자였다. 이 도로의 방어적 성격은, 후에 길을 감싸는 성벽 위에 부벽을 설치하면서 더 강화되었다. 
도로의 양쪽은 60마리의 사자들로 꾸며져 있었는데, 모두 갈기와 털의 색을 다르게 하여 다양성을 주었다. 동쪽 벽에 있는 사자들은 모두 왼발을 앞으로 내밀고 있었고, 서쪽 벽은 모두 오른발을 앞으로 내밀고 있었다. 사자들은 모두 푸른 바탕 위에 46개의 황금빛의 벽돌들로 만들어졌다. 이와 같은 아름다운 사자 장식들은 이 문을 통과하는 이방인들에게 바빌론의 영광을 상기시켜주는 역할을 했다.
새해 축제의 주된 역할은 바빌로니아의 주신 마르둑에게 경배를 드리기 위해서였고, 근본적으로 왕에게 대한 충성을 높이기 위해서였다. 도로들은 모두 역청과 거대한 돌들로 포장되어 있었으며, 66걸음 정도의 너비를 지니고 있었다. 이 도로는 유프라테스 강에서 시작하여 신전과 궁전 앞을 지난 후 이슈타르 문 앞까지 도시를 가로질렀다. 

## 네브카드네자르 2세의 축문
이슈타르 성문에 대한 네브카드네자르 2세의 설명은 옆 성벽에 고대 아카드어로 기록되어 있는데, 15m의 높이와 10m의 너비를 자랑한다. 
설명문은 이슈타르 성문의 건립 목적과 업적을 설명하기 위한 것인데, 성문과 같은 시기에 만들어진 것으로 추정된다 

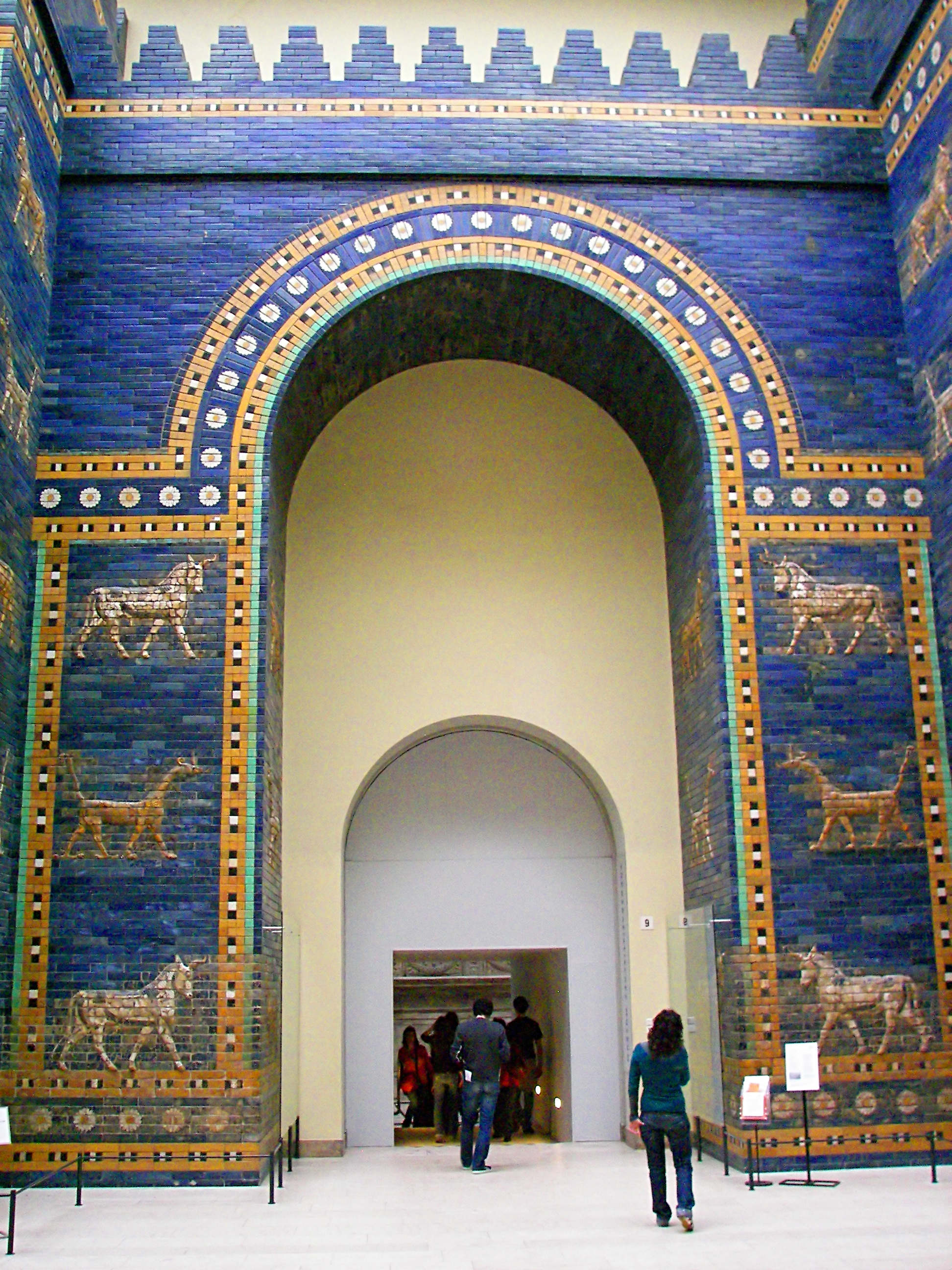
페르가몬 박물관에 있는 이슈타르의 문

## 발굴과 전시
현재 독일의 페르가몬 박물관에 위치한 이슈타르의 문은 1930년대에 만들어졌으며, 이는 1900년대 초기에 바빌론에서 발굴한 벽돌들을 독일로 가져와 다시 재현한 것이다. 이 문은 높이가 14m이고, 너비가 30m이다. 이 문을 발굴할 때, 14m에 달하는 성문의 기초도 함께 발견되었다. 
'클라우디스 제임스 리치'는 바그다드에 거주하는 아마추어 영국인 고고학자였는데, 고대 바빌론에 대해 알게 된 후 관심을 가지게 된다.
학자와 현장 고고학자로 둘다 활동하며, 고대의 비밀을 밝혀내기 위해 노력했고, 1815년에 최초로 이에 관련된 책을 저술한다. 그와 19세기의 학자들은 바빌론 유적에 있는 거대한 언덕이 고대의 왕궁이라고 생각했고, 이는 독일인 고고학자 '로버트 콜더웨이'에 의해 진실로 판명되게 된다. 로버트 콜더웨이는 전에도 독일 박물관의 의뢰를 받아 고대 시리아 도시들을 발굴한 적이 있으며, 바빌론의 발굴은 1899년에 처음 시작하였다.
당시 영국 고고학계가 선호하던 발굴 방법은 땅에 터널을 뚫고 지지대를 설치하는 방법이었으나, 이는 성과를 크게 내지 못하였고 오히려 진흙벽돌로 지어진 바빌론 유적들을 손상시키기만 했다. 그리하여 나온 대안은, 무너져가는 건물들에 집착하지 말고 관련된 문헌과 자료들을 조사하자는 것이었는데, 이 방법은 예전보다 훨씬 더 많은 양의 정보들을 알 수 있게 해 주었다. 특히 콜더웨이의 조수 중 한 명은 고대 바빌론의 복원과 정보 수집에 큰 공을 세워 주변에 작은 박물관을 세우고 그 박물관의 초대 관장이 되기도 하였다. 
지금까지 있었던 가장 거대한 복원 프로젝트들 중 하나가 바로 이슈타르 문과 그 앞 도로의 복원인데, 이는 발굴된 유리 벽돌 조각들을 모두 하나하나 다시 붙이고, 조심스레 운반하여 다시 쌓아올리는 과정들로 이루어졌다. 완전히 사라진 벽돌들을 대체하기 위해 특수 제작된 틀들을 만들어 당대와 똑같은 벽돌들을 생산해냈다. 이슈타르 문은 사실 이중문인데, 현재 우리가 박물관에서 볼 수 있는 것은 더 작은 앞문이다. 뒷문은 너무 전시하기에는 크기가 커 전시되지 못하고 창고 안에 있다. 또한 이슈타르 문에 있던 동물 조각 벽돌들은 페르가몬 박물관 뿐만 아니라 세계 곳곳에 흩어져 전시되고 있다고 한다.
현재 이라크 바빌론 유적에 있는 이슈타르의 문은 사담 후세인 정권 때 만들어진 것인데, 미완일 뿐더러 크기도 더 작다. 이 문은 복원된 바빌론 궁전과 성벽과 함께 바빌론의 유적들을 지키는 입구 역할을 하고 있다. 이 문은 당시 미국과의 갈등 속에서 이라크의 문명을 상기시키며 이라크의 민족주의적 성향을 강화시키기 위해 지어진 것인데, 이라크 전쟁 때 미군의 공격으로 이 문 또한 파손되었다. 

## 갤러리

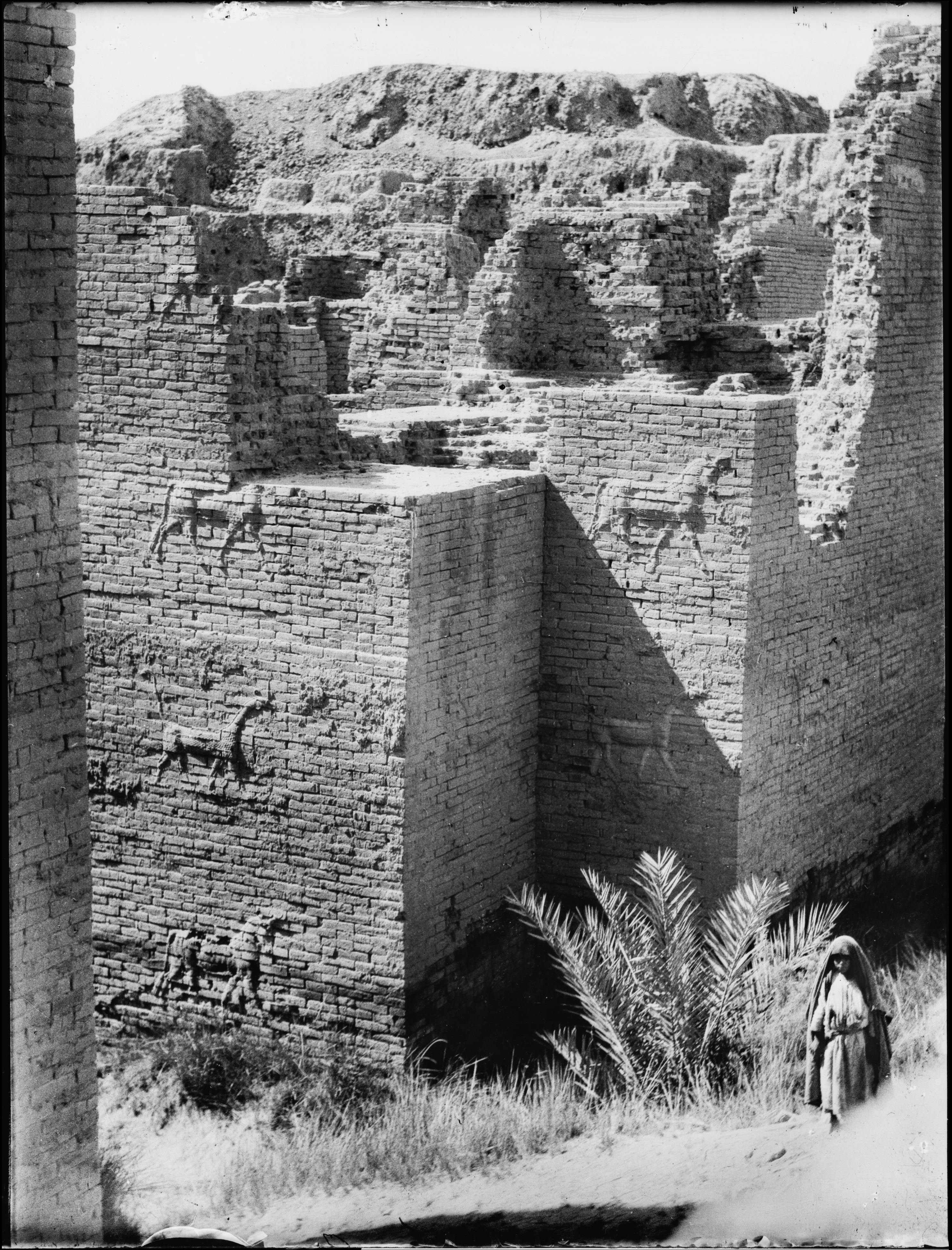
1930년 바빌론 유적 발굴 모습을 찍은 사진
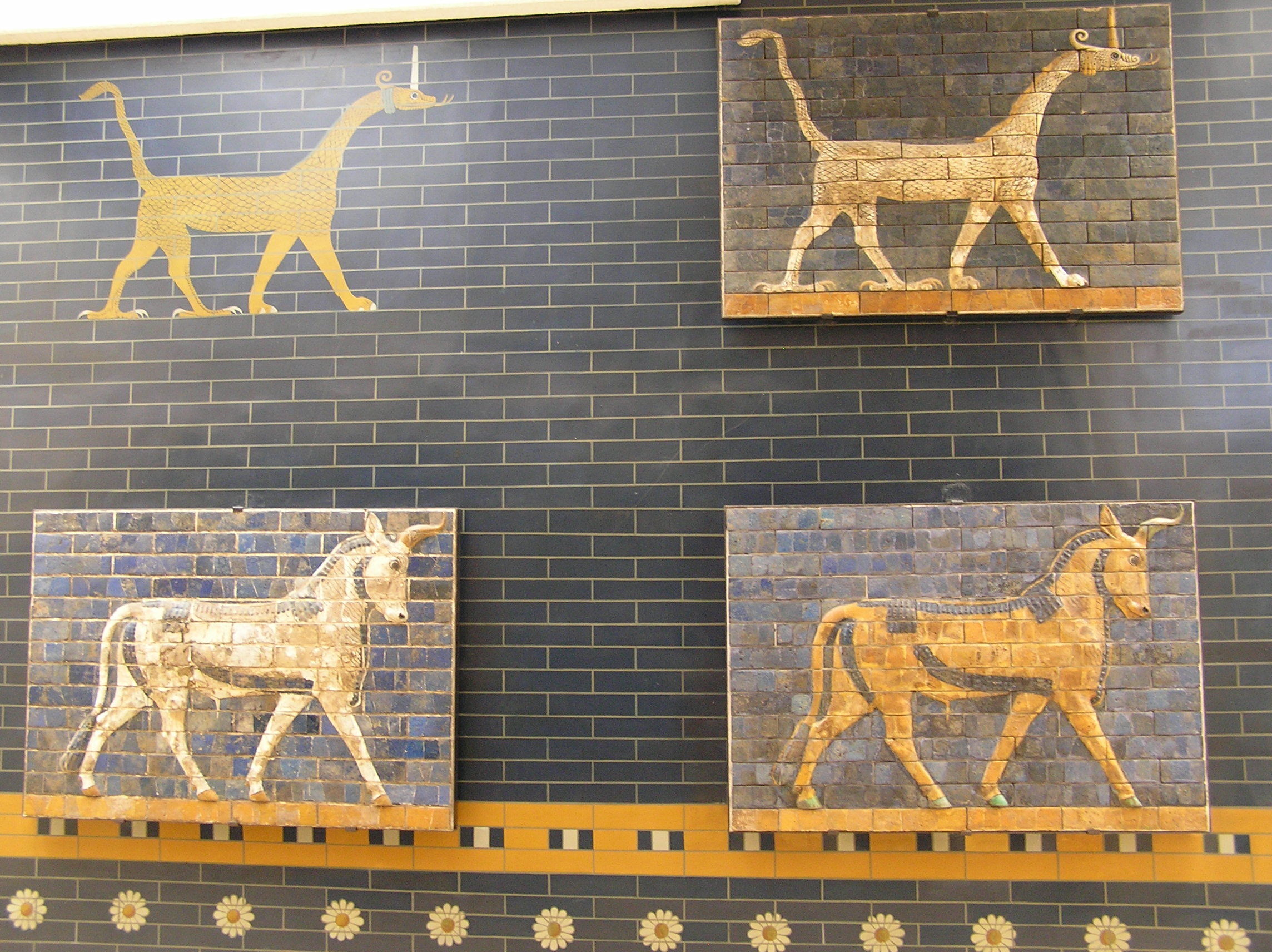
이스탄불 고고학 박물관에 있는 이슈타르 문에서 발굴한 용과 오록스.
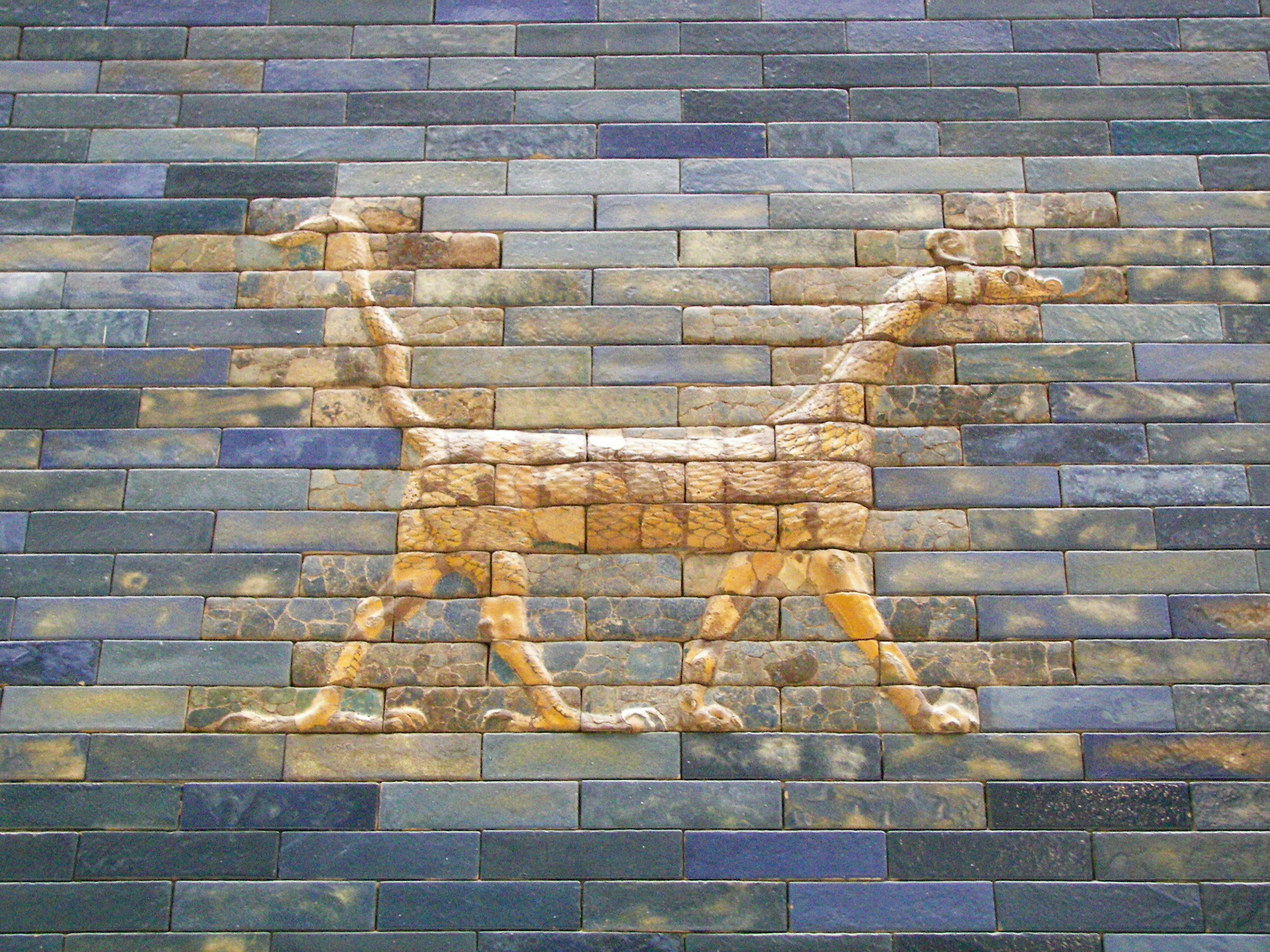
이슈타르 문에 있던 용.
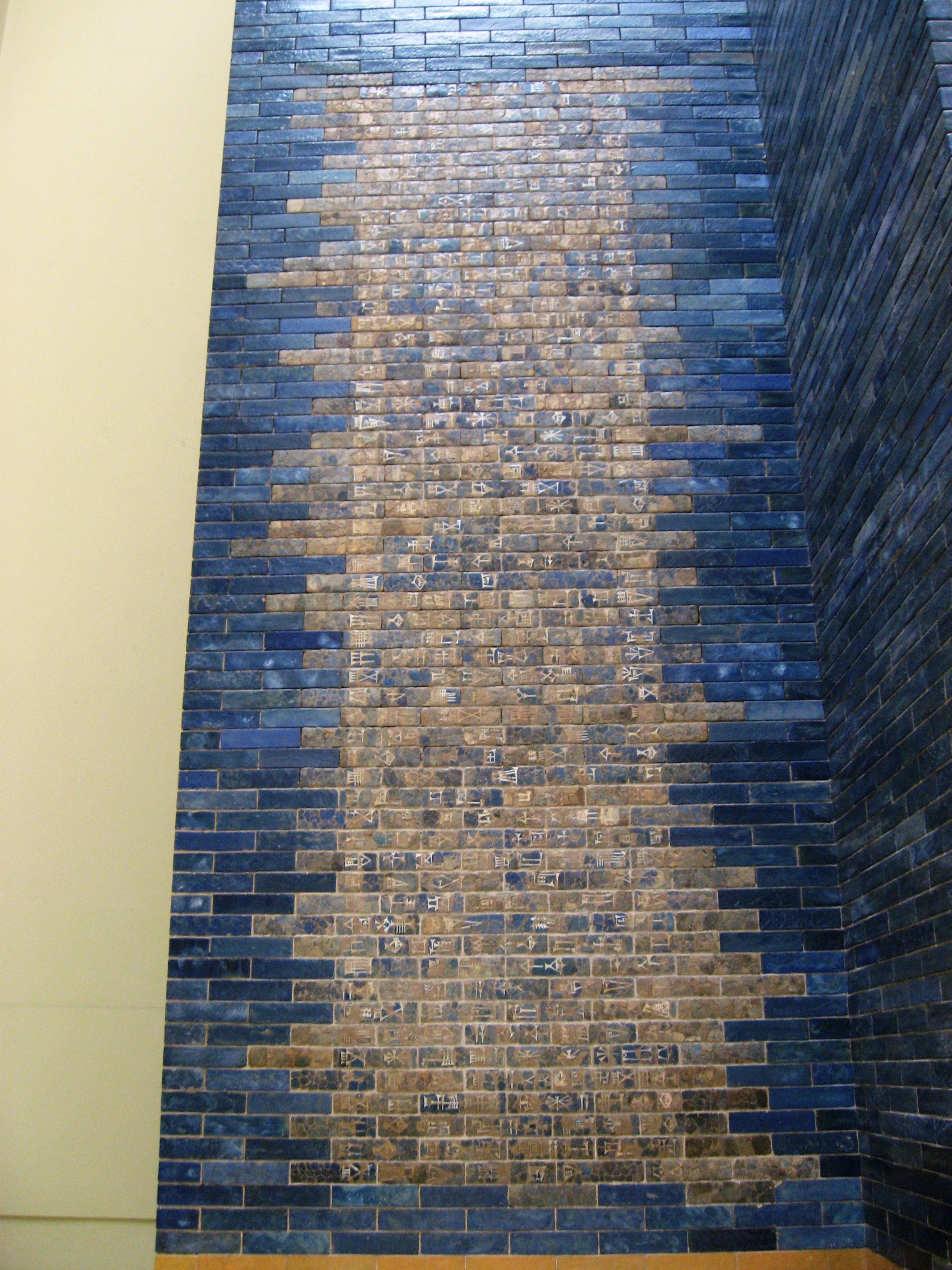
네부카드네자르 2세의 성문(成文).
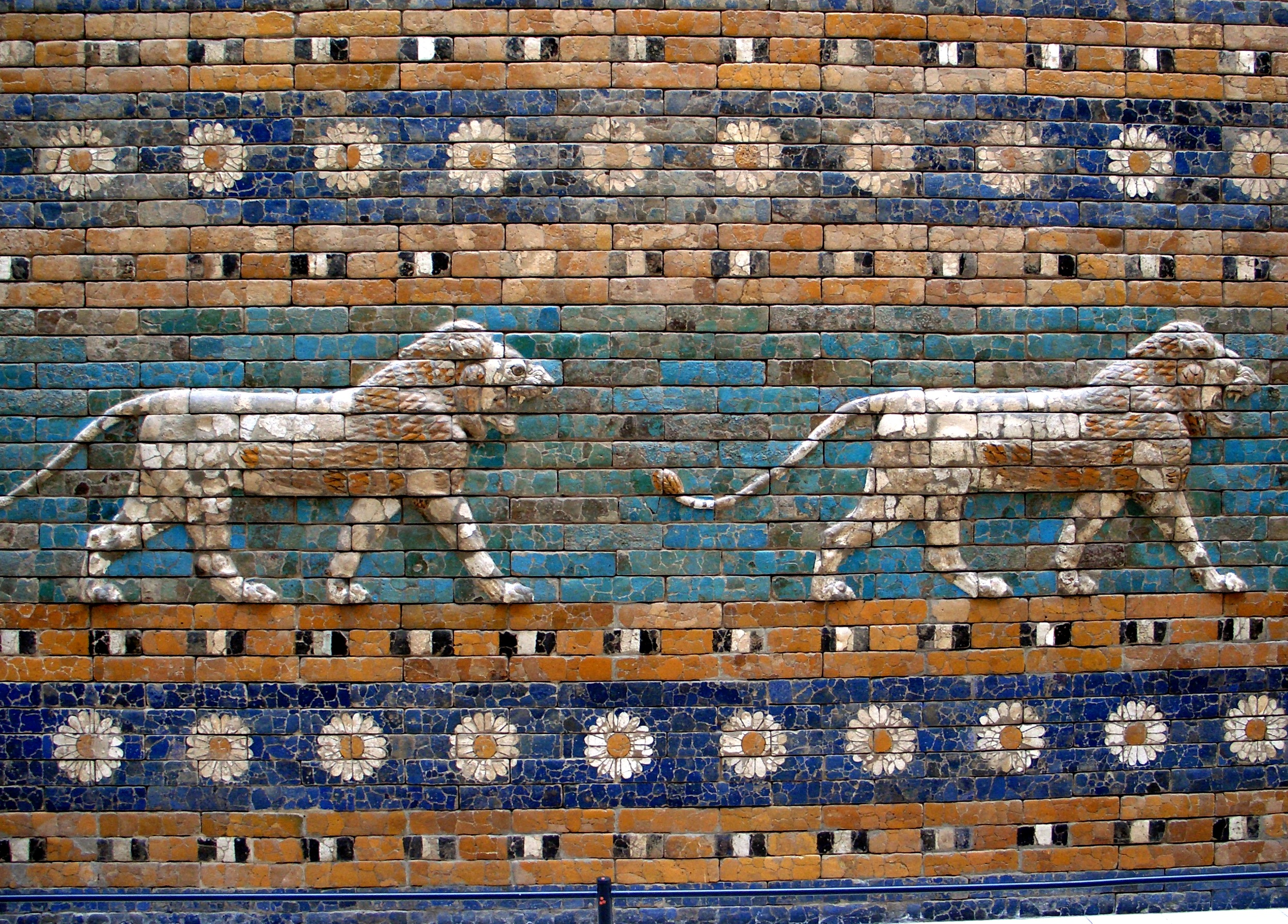
대로에 있는 사자와 꽃 무늬.
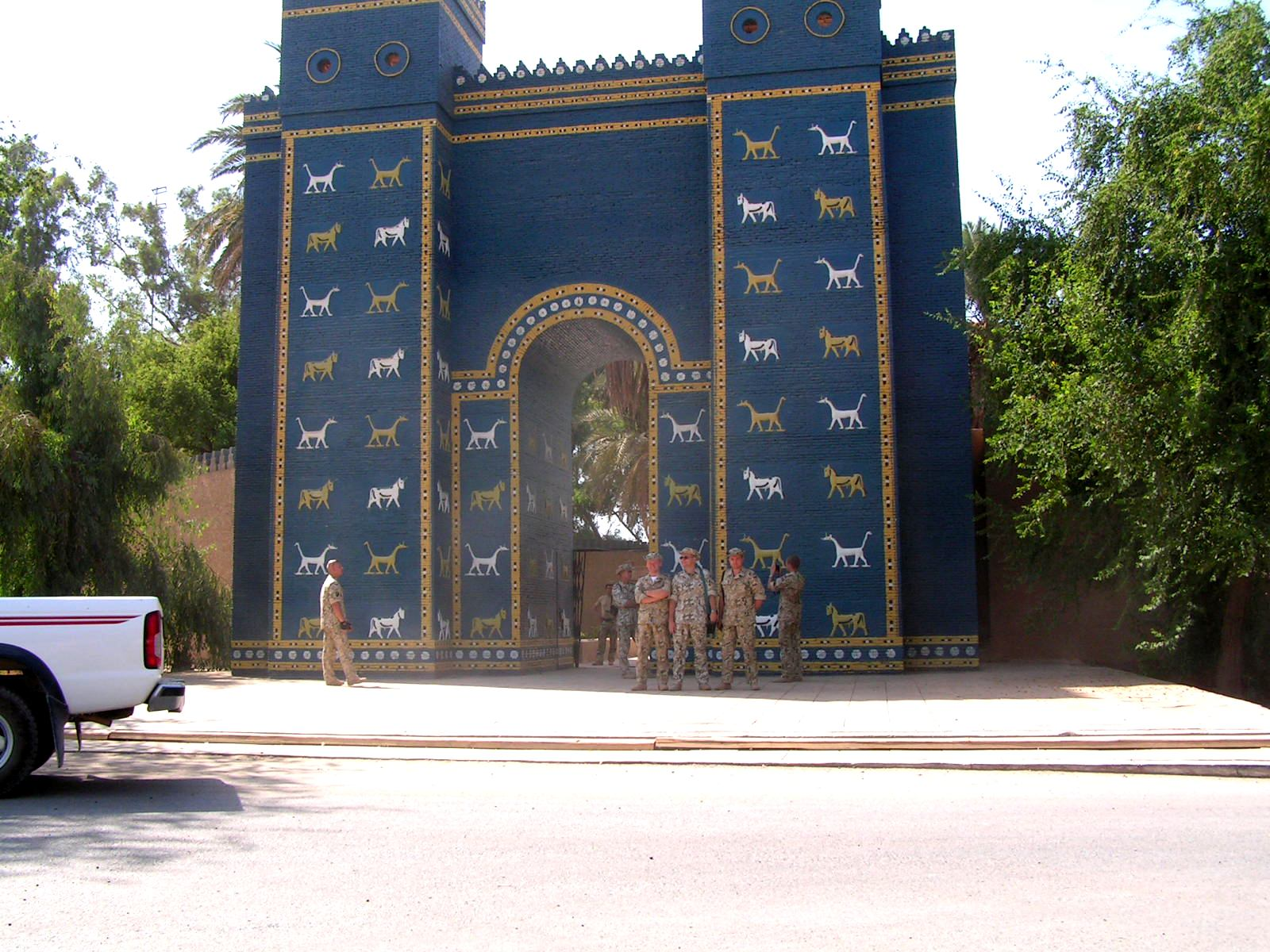
2004년에 복원한 바빌론의 이슈타르의 문
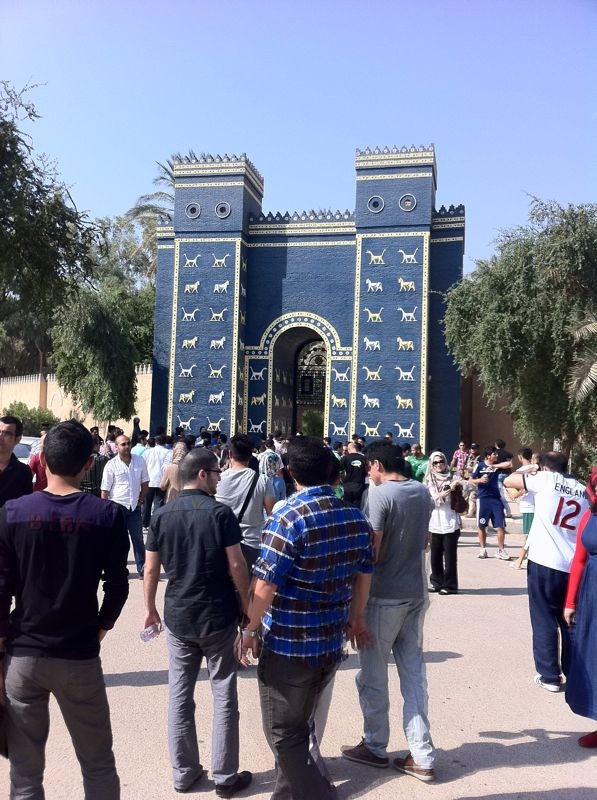
I2011년에 찍은 바빌론에 복원된 이슈타르의 문

## 같이 보기
- 이슈타르
- 신 바빌로니아
- 공중정원
- 고대 세계 7대 불가사의
- 네부카드네자르 2세